# Kramsk-Łęgi
Kramsk-Łęgi – część wsi Kramsk w Polsce, położona w województwie wielkopolskim, w powiecie konińskim, w gminie Kramsk. Stanowi samodzielne sołectwo, w którego skład wchodzi jeszcze miejscowość Strumyk.
W latach 1975–1998 Kramsk-Łęgi administracyjnie należały do województwa konińskiego.

## Galeria

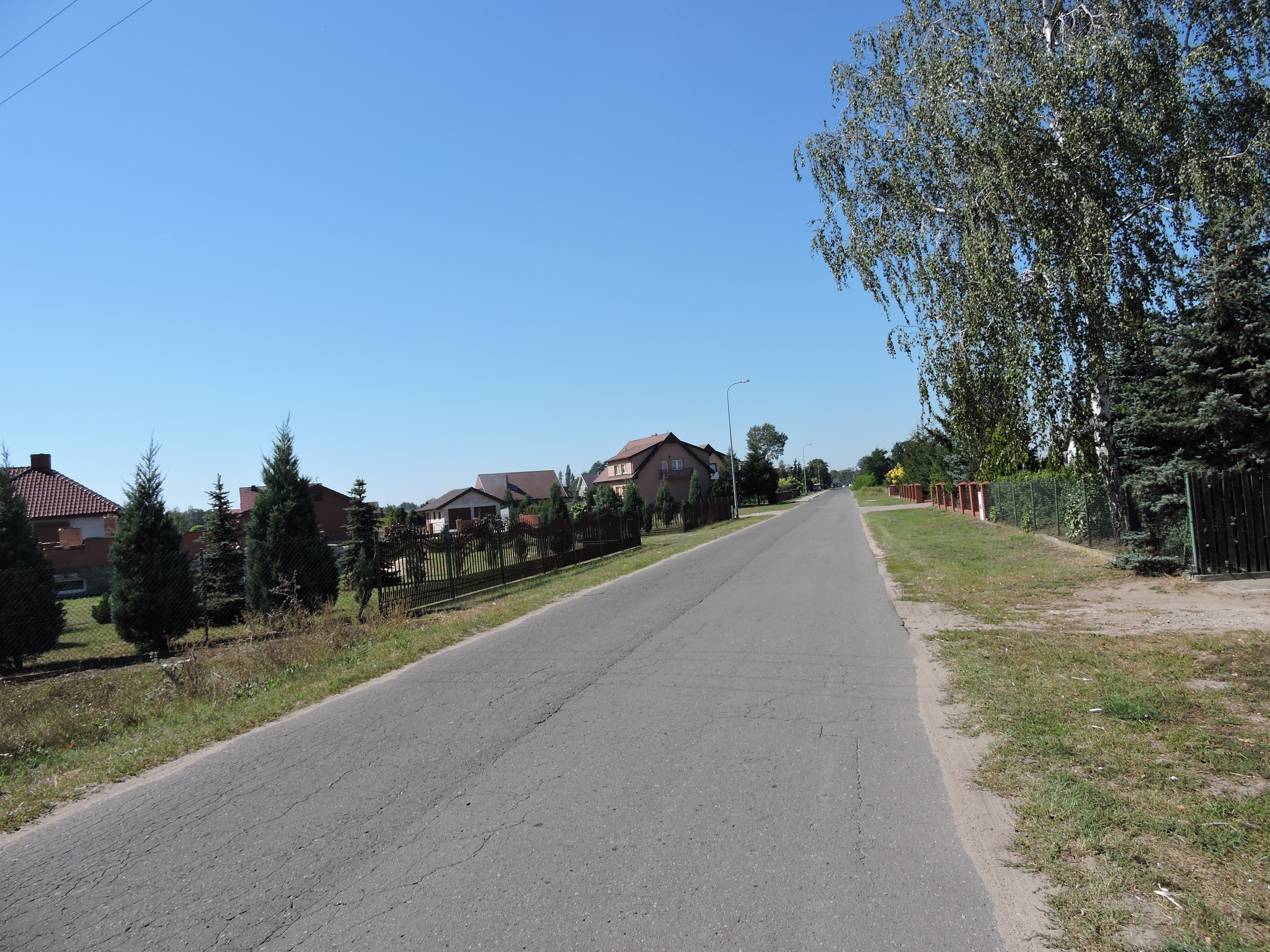
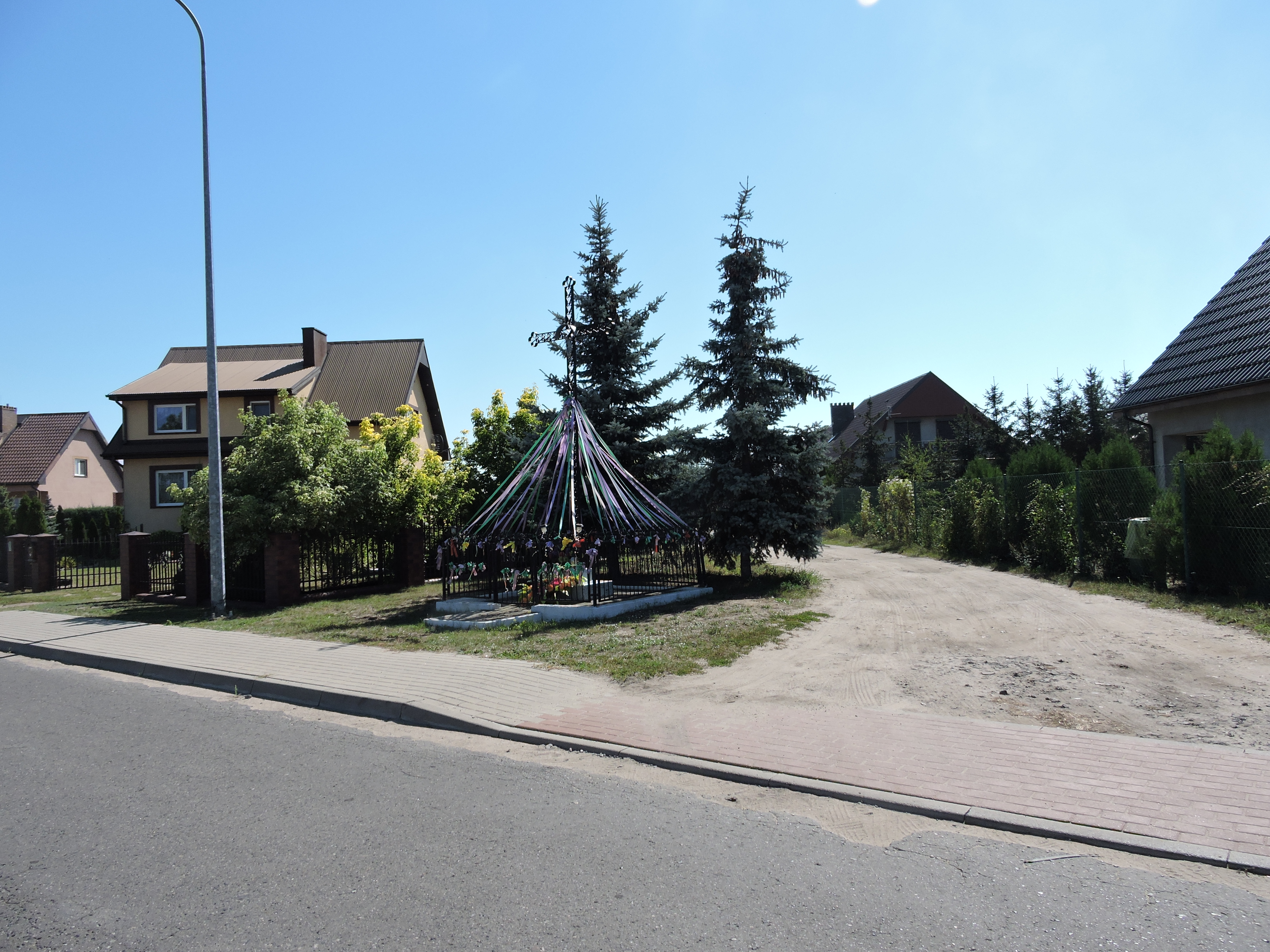